# Nesapterus confertus
Nesapterus confertus är en skalbaggsart som beskrevs av Scott 1908. Nesapterus confertus ingår i släktet Nesapterus och familjen glansbaggar. Inga underarter finns listade i Catalogue of Life.